# Eurytomocharis pythes
Eurytomocharis pythes är en stekelart som först beskrevs av Walker 1843.  Eurytomocharis pythes ingår i släktet Eurytomocharis och familjen kragglanssteklar. Inga underarter finns listade i Catalogue of Life.